# ОР23
ОР23 — опытный советский грузовой паровоз со сцепной массой 115 тонн (осевая нагрузка 23 тс), выпущенный Ворошиловградским заводом имени Октябрьской революции в 1949 году.
По мнению некоторых историков, является первым в мире (и единственным) паровозом, имевшим паровую машину с расходящимися поршнями, которая до этого из локомотивов применялась лишь на теплопаровозах (гибрид паровоза с тепловозом).
Внешне на советский паровоз несколько похож саксонский класса XV HTV, построенный в 1916 году. Однако саксонский локомотив на самом деле выполнен по дуплексной схеме, то есть на нём применены две двухцилиндровые машины, каждая из которых приводит отдельную группу колёс.

## Предпосылки к появлению
Ближе к концу Второй мировой войны, в связи с восстановлением народного хозяйства, на железных дорогах Советского Союза стал происходить рост грузовых перевозок. На паровозостроительных заводах в свою очередь с 1945 года был налажен выпуск паровозов типа 1-5-0 со сцепным весом 85—90 т (серии СО и Л). Однако многие эксперты по железнодорожному транспорту понимали, что рост масс поездов будет продолжаться, а это требует более сильных паровозов. Возобновление производства паровозов серии ФД типа 1-5-1 было признано нерациональным, так как у данной серии был ряд конструктивных недостатков (слабая экипажная часть, низкий КПД котла). К тому же к тому времени на наиболее загруженных линиях начали укладывать рельсы типа Р50 (50 кг/м), что позволяло поднять осевую нагрузку до 23 тс (у паровозов ФД она составляла 20 тс). В 1946 году комиссия по выбору новых типов магистральных паровозов под председательством академика Сыромятникова указала на необходимость о начале работ по проектированию и выпуску определённого количества паровозов со сцепной массой 112—115 т с пятью сцепными осями с нагрузкой от оси на рельсы 22,5—23 тс.
Проектирование нового паровоза поручили Улан-Удэнскому паровозостроительному заводу, но одновременно с этим проектирование нового паровоза было начато на Ворошиловградском и Коломенском паровозостроительных заводах. Проектирование новых грузовых паровозов велось на заводах различными путями. Так, на Улан-Удэнском паровозостроительном заводе было решено спроектировать паровоз по обычной схеме, лишь усилив ряд элементов конструкции и установив более мощный паровой котёл. В дальнейшем эти работы вылились в создание паровоза 23-001. Конструкторы Коломенского завода при проектировании приняли решение о сохранении осевой нагрузки в пределах 19 тс, лишь увеличив число сцепных осей. По их замыслу это позволило бы эксплуатировать новый паровоз на большинстве железных дорог Советского Союза. Так вскоре появился паровоз П34.

## Проектирование

Эскиз паровоза

В отличие от других, конструкторы Ворошиловградском паровозостроительного завода разработали совсем необычную схему паровоза, согласно которой предусматривалось усложнение паровозной машины. Простая двухцилиндровая машина создаёт значительные инерционные силы, как вертикальные, так и горизонтальные, что усложняет уравновешивание паровоза. Увеличение мощности приводит к необходимости использовать более тяжёлые детали, которые в свою очередь создают и более значительные инерционные силы. В свою очередь, четырёхцилиндровые машины имеют хорошие динамические показатели и их применение с этой точки зрения более рационально. Однако при этом два цилиндра из четырёх размещаются внутри рамы, что усложняет доступ к ним при ремонте, а также вынуждает использовать коленчатые ведущие колёсные пары, которые имеют меньший ресурс, по сравнению с обычными.
Ворошиловградские конструкторы обратились к опыту по проектированию и постройке теплопаровозов — локомотивов-гибридов паровоза с тепловозом, которых на Ворошиловградском заводе было построено 2 экземпляра (пассажирский № 8000 и грузовой № 8001). Этот тип локомотивов имел совмещённые в одном цилиндре дизельный двигатель и паровую машину, что привело к необходимости создания паровой машины с расходящимися поршнями. Так появилась двухцилиндровая машина с четырьмя поршнями, у которой в каждом цилиндре поршни двигались под углом 180° друг к другу, что давало сумму горизонтальных сил равной нулю. В теории такая схема должна была сочетать в себе преимущества как двухцилиндровой машины, так и четырёхцилиндровой.
13 октября 1948 года конструкторы М. Н. Аникеев, Ю. Г. Кирилов и Н. А. Турик отправили в Гостехнику СССР заявку на изобретение (№ 386004) ортогонального кулисного парораспределительного механизма для паровой машины с расходящимися поршнями. Согласно данной заявке, расположенный на каждой стороне цилиндр имел три рабочие полости, вместо двух, что привело к необходимости вместо одного золотникового клапана применить два. Парораспределительный механизм на левой стороне при этом располагался перед паровым цилиндром, а на правой — за ним,. При этом кулиса левого механизма расположена на правой стороне, а кулиса правого — на левой; это сделано для связи механизмов с ведущими колёсами противоположной стороны. Связь механизмов с кулисами выполнялась за счёт передаточных валов с рычагами. Данная схема обеспечивала взаимно противоположное положение камней в кулисах правого и левого механизмов.

## Постройка
В начале 1949 года постройка опытного паровоза типа 1-5-2 с уникальной конструкцией паровой машины была завершена; ему было присвоено полное обозначение ОР23-001 — завод им. Октябрьской революции, осевая нагрузка — 23 тс, № 001.
ОР23 имел движущие колёса диаметром 1500 мм — как у ФД, а бегунковая и поддерживающая тележки были однотипны с тележками паровоза ИС. Был применён развитый двухоборотный пароперегреватель системы Шмидта конструкции Брянского завода, который имел площадь 184 м² и размещался в 62 жаровых трубах диаметром 143/152 мм. Максимальное давление пара в котле составляло 17 атмосфер,.
Паровые цилиндры размещались посередине рамы, что потребовало увеличения длины паропроводов. Число ведущих дышел возросло с 2 до 8 (по 4 на каждую сторону), что однако увеличило число нагруженных шарниров до 16; число золотников в свою очередь удвоилось — с 2 до 4. Такое усложнение машины помогло лучше уравновесить инерционные силы, благодаря чему перегруз движущих осей был снижен в 2—3 раза, вертикальная составляющая от действия пара — в 2,5—3,5 раз, а амплитуды подёргивания и виляния — в 10—15 раз. Благодаря этому удалось сохранить толщину полотен рамы 125 мм — как у ФД; для сравнения, у выпускавшегося в эти же годы паровоза Л со сцепным весом 90 тонн (меньше на 28 %) толщина полотен рамы составляла 140 мм.

## Судьба локомотива
Опытные паровозы ОР23-001, 23-001 и П34-001 были переданы Министерству путей сообщения и проходили тягово-эксплуатационные испытания вместе с паровозами ФД, в том числе на участке Красный Лиман — Основа Северо-Донецкой железной дороги. Непосредственно у ОР23 наибольшая средняя эксплуатационная мощность достигала 2500 л.с.; при мощности 2200 л.с. расход пара на 1 л.с. составлял 8,4 кг, а температура перегрева — 411 °C. Также опытные локомотивы были временно отправлены на Западную железную дорогу для проверки их воздействия на путь. Эти испытания показали, что все три паровоза могут эксплуатироваться только по рельсам Р50, а эксплуатация по рельсам Р43 допускалась лишь при ограничении скорости. В целом, ОР23 среди всех трёх опытных паровозов показал относительно средние результаты.
Опытная эксплуатация в депо Красный Лиман (Северо-Донецкая железная дорога), а также подъёмочный ремонт в депо Люблино (Московско-Курская железная дорога) показали, что у ОР23 прокат бандажей нарастал гораздо быстрее, по сравнению с паровозами ФД, а ремонт уникальной паровой машины отличался значительной сложностью. По этой причине больше паровозов с такой машиной не строилось. В нормальную эксплуатацию опытный локомотив так и не поступил, а принятое 25 февраля 1956 года на XX съезде КПСС решение о прекращении паровозостроения привело к сворачиванию исследовательских работ по паровозам. О дальнейшей судьбе опытной машины ничего не известно.